# Ronnie Laws
Ronald Wayne Laws (nascido em 3 de outubro de 1950) é um saxofonista americano de jazz, jazz fusion, smooth jazz. Irmão mais novo do flautista de jazz Hubert Laws, da vocalista Eloise Laws e irmão mais velho de Debra Laws.

## Trabalho com outros artistas
Laws trabalhou com diversos artistas tais como Arthur Adams, Jerry Bell, Howard Hewett, Brian Culbertson, Ramsey Lewis, Jeff Lorber, Hugh Masekela, Alphonse Mouzon, The Crusaders e Sister Sledge. Também produziu o álbum e cantou com sua irmã Debra Laws no álbum dela de 1981, "Very Special."
Um tributo ao sucesso de Ronnie Laws, "Always There," foi apresentado em 1999 por um grupo de músicos incluindo Boney James, Rick Braun, Kirk Whalum, Kenny Garrett e Larry Carlton no Festival de Jazz de Montreux.

## Discografia
| Ano  | Título                | Pico nas paradas | Pico nas paradas | Pico nas paradas | Gravadora               | Certificações |
| Ano  | Título                | US               | US R&B           | US Jazz          | Gravadora               | Certificações |
| ---- | --------------------- | ---------------- | ---------------- | ---------------- | ----------------------- | ------------- |
| 1975 | Pressure Sensitive    | 73               | 25               | —                | Blue Note               | —             |
| 1976 | Fever                 | 46               | 13               | —                | Blue Note               | —             |
| 1977 | Friends & Strangers   | 37               | 13               | —                | Blue Note               | Ouro: RIAA    |
| 1978 | Flame                 | 51               | 16               | —                | United Artists          | —             |
| 1980 | Every Generation      | 24               | 4                | —                | Blue Note               | —             |
| 1981 | Solid Ground          | 51               | 17               | —                | Blue Note               | —             |
| 1983 | Mr. Nice Guy          | 98               | 24               | —                | Capitol                 | —             |
| 1984 | Classic Masters       | —                | 33               | —                | Liberty, United Artists | —             |
| 1986 | Mirror Town           | —                |                  | —                | Columbia                | —             |
| 1987 | All Day Rhythm        | —                |                  | —                | Columbia                | —             |
| 1990 | True Spirit           | —                |                  | —                | Par Records             | —             |
| 1990 | Identity              | —                | 80               | —                | ARD                     | —             |
| 1993 | Deep Soul             | —                |                  | 9                | Par Records             | —             |
| 1993 | Brotherhood           | —                |                  | —                | 101 South Records       | —             |
| 1995 | Natural Laws          | —                | —                | 34               | Capitol                 | —             |
| 1998 | Harvest For The World | —                | —                | 41               | Angel Records           | —             |
| 2004 | Everlasting           | —                | —                | 39               | HDH                     | —             |